# Mont Tina
Mont Tina är ett berg i Kongo-Kinshasa. Det ligger i provinsen Haut-Uele, i den nordöstra delen av landet, 1 700 km nordost om huvudstaden Kinshasa. Toppen på Mont Tina är 1 482 meter över havet. Det finns järnmalm i berget, men det har inte utvunnits.